# Franck Gnepo
Pour les articles homonymes, voir Gnepo.
Franck Gnepo, né le 12 août 1982, est un footballeur français international de football de plage.
Il remporte trois fois de suite le Championnat de France de football de plage de 2011 à 2013.

## Biographie

### Football
En 2004, Franck Gnepo, attaquant de Montgeron (PH), rejoint Yerres (DSR).

### Beach soccer
En 2011, Franck Gnepo fait partie du Bonneveine Beach Soccer qui remporte le premier championnat de France.
L'année suivante, le BBS conserve son titre. Gnepo inscrit un but en demi-finale puis un second en finale . En août 2012, Gnepo est appelé en équipe de France pour participe à l'Euro Beach Soccer League à Berlin.
En mai 2013, Franck Gnepo participe à la Coupe d'Europe des clubs avec le Bonneveine Beach Soccer et remporte un troisième titre de champion de France en juillet avec Marseille Beach Team.

## Palmarès
- Championnat de France de football de plage (3)
  - Champion en 2011, 2012 (avec le Bonneveine Beach Soccer) et en 2013 (avec Marseille Beach Team)